# Johanna Broder
Maria Barbara Johanna Broder (* 8. Februar 1834 in Sargans, Kanton St. Gallen; † 15. Mai 1907 ebenda) war die Stifterin der Haushaltungsschule Broderhaus in Sargans. Infolge dieser und weiterer Stiftungen wird sie als Wohltäterin des Sarganser Städtchens angesehen.

## Leben
Johanna Broder stammte aus einer wohlhabenden Familie in Sargans. Sie hatte vier jüngere Geschwister namens Sophie (* 24. Mai 1835; † 16. Oktober 1835), Anton (* 25. Juni 1837; † 30. April 1870), Adolf (* 16. November 1838; † 20. August 1882) und Hans (* 15. Oktober 1845; † 24. September 1891). Nach dem frühen Tod ihrer Eltern, Anton (1802–1848) und Barbara Broder-Good (1804–1848), wurde Johanna Broder mit 14 Jahren zu einem Waisenkind. Fortan erzog die Tante Regina Broder (1790–1868) sie und ihre Geschwister. Die Tante war einseitig gelähmt und setzte auf eine Erziehung «in liberalem Geiste».
Aufgrund der Bekleidung von wichtigen Ämtern im Städtchen Sargans durch Broders Ururgrossvater Hans Broder (1669–1724) war der Wohlstand der folgenden Generationen gesichert, sodass Broder und ihren Geschwistern ein beträchtliches Vermögen zur Verfügung stand. Zudem hatte der Grossvater Hans Broder (1758–1833) nach dem Sarganser Stadtbrand 1811 das Gasthaus Zum Hirschen erbaut, das seither im Besitz der Familie lag. Zur Zeit Broders diente der Hirschen jedoch nicht mehr als Wirtschaft, sondern teils als medizinische Praxis unter ihrem Bruder Adolf.
Broder widmete sich vor allem der beruflichen Förderung und Bildung der Jugend. Sie kümmerte sie auch um Gebrechliche und um Menschen in Not, die sie im ehemaligen Gasthaus zum Hirschen aufnahm. Broder soll äusserst grosszügig, gebildet und «in ihren persönlichen Bedürfnissen anspruchslos» gewesen sein. Zum Bau eines neuen Schulhauses schenkte Broder der Ortsgemeinde Sargans ihr Grundstück Sandgrub. Das Schulhaus hat bis heute Bestand. Zudem stiftete sie der Pfarrkirche Sargans einen neuen Turmhelm und zahlte vermehrt die Bildung für Jugendliche mit erschwerten finanziellen Möglichkeiten. Ihre wohl bekannteste Stiftung stellt das nach ihrem Familiennamen benannte Broderhaus dar, das einst die Gastwirtschaft Zum Hirschen gewesen ist.
Johanna Broder blieb wie ihre vorverstorbenen Geschwister ledig und ohne Kinder. Am 15. Mai 1907 starb sie im Alter von 73 Jahren. Sie liess sich neben der Pfarrkirche Sargans beerdigen. Aus ihrem Testament lässt sich entnehmen, dass Broder eine besonders gute Beziehung zu ihrer Magd Marie Bugg (1858–1921) hatte, denn dieser wurden eine Vielzahl von Möbeln aus dem Hirschen zugesprochen. Weitere persönliche Bindungen Broders bleiben ungeklärt, da weder ein Tagebuch noch Briefe gefunden werden konnten.

## Broderhaus
In ihrem Testament übergab Broder rund CHF 80'000 der Gemeinde Sargans zur Bildungsförderung. Mit dem Geld sollten Fortbildungsschulen für junge Landwirte und eine Haushaltungsschule für Mädchen ermöglicht werden. Dies geschah 1911 mit der Umwandlung des ehemaligen Gasthauses Zum Hirschen in die Haushaltungsschule Broderhaus. Im Winter wurden Kurse zur landwirtschaftlichen Bildung angeboten und im Sommer zum Umgang mit dem Haushalt. Nach 1922 fanden die landwirtschaftlichen Kurse in Flums statt und das Broderhaus konnte ganzjährig als Haushaltungsschule genutzt werden. Die Schülerinnen lebten während der Kurse in den Räumlichkeiten. Broder hatte sich erhofft, dass Jungen und Mädchen aus allen gesellschaftlichen Schichten zu diesen Institutionen Zugang hätten. Heute dient das Broderhaus als Brückenangebot nach dem neunten Schuljahr und bietet eine Vorbereitung auf die Berufswahl und Zeit für Praktika.